# Louis van Gaal
Aloysius Paulus Maria „Louis” van Gaal (n. 8 august 1951, Amsterdam, Țările de Jos) este un antrenor neerlandez de fotbal. Înainte de a fi antrenor a jucat ca mijlocaș pentru Royal Antwerp și pentru mai multe cluburi din Eredivisie. Cea mai mare perioadă a carierei ca jucător a petrecut-o la Sparta Rotterdam. Ca antrenor, a câștigat Liga Campionilor și Cupa UEFA cu Ajax Amsterdam, Campionatul Țărilor de Jos cu Ajax și AZ Alkmaar, Campionatul Spaniei cu FC Barcelona și Campionatul Germaniei cu Bayern München. Van Gaal este și profesor de educație fizică și a predat în mai multe licee de-a lungul carierei sale de fotbalist semiprofesionist.

## Palmares
Ajax
- 3 × Eredivisie: 1993–94, 1994–95, 1995–96
- 3 × Supercupa Olandei (Johan Cruijff Shield): 1992–93, 1993–94, 1994–95
- 1 × Cupa Olandei: 1992–93
- 1 × Cupa UEFA: 1991–92
- 1 × UEFA Champions League: 1994–95
- 1 × Supercupa Europei: 1995
- 1 × Cupa Intercontinentală: 1995

Barcelona
- 2 × La Liga: 1997–98, 1998–99
- 1 × Copa del Rey: 1997–98
- 1 × Supercupa Europei: 1997

AZ
- 1 × Eredivisie: 2008–09

Bayern München
- 1 × Fußball-Bundesliga: 2009–10
- 1 × Cupa Germaniei: 2009–10
- 1 × Supercupa Germaniei (DFB-Supercup): 2010

## Palmares individual
- 2 × Premiul Rinus Michels (2007, 2009)[3]
- 1 × Antrenorul olandez al anului (2009)[4]
- 1 × Die Sprachwahrer des Jahres (2009)[5]
- 1 × Antrenorul de fotbal al anului în Germania (2010)[6]